# Markgröningen
Markgröningen est une ville allemande du Land de Bade-Wurtemberg, connue internationalement pour sa traditionnelle course de bergers (Schäferlauf).

## Géographie

### Situation
La ville de Markröningen est située dans le Strohgäu, dans l'arrondissement de Ludwigsbourg, au bord de la Glems. Elle se trouve environ à 10 km à l'ouest de Ludwigsbourg et à 15 km au nord-ouest de Stuttgart.

### Découpage
La ville est divisée en 4 quartiers. Les communautés périphériques de Talhausen, Unterriexingen et de Hardthof-et-Schönbülhof sont également rattachées à la ville.

## Histoire
Le nom de la ville est mentionné pour la première fois sous le nom Grüningen en 779. Aujourd'hui encore, la ville est familièrement nommée Gröningen. Le préfixe Mark (Marche) vient de la situation frontalière de la marche alémano-franque, qui coïncidait dans ce secteur avec la frontière de l'évêché.
À la fin du XVe siècle, l'imprimeur Hans Reinhardt prit le nom de sa ville natale (Hans Gruninger) et rédigea une monographie à son propos.

## Culture locale et patrimoine

### Événement local
Markröningen est réputée dans tout le Bade-Wurtemberg, voire dans le monde entier, principalement pour sa course de bergers annuelle, qui a lieu le dernier week-end août. Celle-ci est précédée de la Musikfest, fête de musique traditionnelle avec des orchestres à vent.

### Monuments et patrimoine
La ville appartient en outre à la Deutsche Fachwerkstrasse (Route allemande des maisons à colombage), par la présence de bâtiments médiévaux du XVe siècle, tous situés dans la vieille ville, tels le Rathaus, l'Ancien Hôpital, l'église protestante Saint-Barthélémy et le Haut-Porche, seul reste de l'ancienne fortification.

### Éducation
La ville possède quatre établissements scolaires secondaires, dont une Realschule (Realschule Markgröningen), une Hauptschule (Ludwig-Heyd-Schule), et deux Gymnasium, le Helene-Lange-Gymnasium, et le Hans-Grüninger-Gymnasium.

## Jumelage
- Saint-Martin-de-Crau (France)